# Basílio III de Constantinopla
Basilio III de Constantinopla (1846 - 29 de setembro de 1929), nascido Vasileios Georgiadis, foi o patriarca de Constantinopla entre 13 de julho de 1925 até a sua morte, em 29 de setembro de 1929.